# 和氣慎吾
和氣 慎吾（わけ しんご、1987年7月21日 - ）は、日本の元プロボクサー。岡山県岡山市出身。元日本・OPBF東洋太平洋スーパーバンタム級王者。
2006年のプロデビューから古口ボクシングジムに所属し、2017年4月1日から現役引退まではFLARE山上ボクシングスポーツに所属していた。

## 来歴
ごく普通の中学生だったが不良に絡まれ殴り合いの喧嘩で完敗したことをきっかけにボクシングジムへ通うようになる。同時に好きだった漫画『ビー・バップ・ハイスクール』の影響などもあり髪型をリーゼントにし、バイクを乗り回しての暴走や喧嘩に明け暮れるなど自身も不良に目覚め、中学を卒業する頃には、県内の番長が岡山駅に勢ぞろいする、通称「岡一」にエントリーするまでになった。
新設されたボクシング部のスカウトを受け、ひとり地元を離れ岡山商科大学附属高等学校に進学、インターハイに出場し、そこで古口ジムの古口哲会長に声をかけられる。しかし、生活は中学時代よりもさらに荒れ誰もが認める札付きの不良だったが、高校卒業を目前にしたある日、度重なるバイクでの暴走行為と暴力沙汰により逮捕された。逮捕されたことにより和氣は退学を覚悟したが、和氣のことをよく知る教師陣の働きかけや、連絡した古口会長が身元引受人になってくれたことにより退学は免れ、高校卒業後、上京し古口ジムに入会した。
2006年10月31日、後楽園ホールで佐藤慎之介と対戦し、1回24秒KO勝ちを収めデビュー戦を勝利で飾った。
2009年11月7日、後楽園ホールで石本康隆とスーパーバンタム級8回戦で対戦し、8回0-3（73-80、2者が73-79）の判定負けを喫した。
2011年10月1日、後楽園ホールでコーチ義人とスーパーバンタム級8回戦で対戦し、8回1-1（76-77、77-76、76-76）の判定で引き分けた 。
2012年5月11日、後楽園ホールでOPBF東洋太平洋スーパーバンタム級9位で日本スーパーバンタム級2位の中嶋孝文と56.0 Kg契約8回戦で対戦し、8回0-3（74-77、2者が75-77）の判定負けを喫した。
2013年3月10日、神戸サンボーホールでOPBF東洋太平洋スーパーバンタム級王者小國以載に挑戦。2回にダウンを奪い、10回終了間際に連打を浴びせ、この回のインターバルで小國陣営が棄権を申し出たため試合がストップしTKO勝ち。戦前は小國が優位と予想されていたが王座奪取に成功した。
2013年6月10日、後楽園ホールでWBA世界スーパーバンタム級5位の菊地永太と対戦し、9回2分24秒TKO勝ちを収め初防衛に成功した。
2013年10月14日、後楽園ホールでOPBF東洋太平洋スーパーバンタム級1位のジュンリエル・ラモナル（フィリピン）と指名試合を行い、3回2分12秒TKO勝ちを収め2度目の防衛に成功した。
2014年2月10日、後楽園ホールでWBC世界スーパーフライ級ユース王者でOPBF東洋太平洋スーパーバンタム級12位のジョビー・カツマタと対戦し、2回1分14秒KO勝ちを収め3度目の防衛に成功した。
2014年7月21日、岡山武道館で韓国スーパーバンタム級王者でOPBF東洋太平洋スーパーバンタム級1位の李在成と対戦し、10回24秒TKO勝ちを収め4度目の防衛に成功した。
2014年10月28日、同年11月22日にイギリスでWBA世界スーパーバンタム級レギュラー王者スコット・クィッグとの対戦が決まるが、体調不良（トレーニング中に足首負傷）で欠場を決めた。
2014年12月8日、同年12月31日にWBA・WBO世界スーパーバンタム級統一王者ギレルモ・リゴンドウとの対戦が和氣本人も了承して一度は内定するが、フジテレビとTBSの和氣争奪戦や古口会長とのコミュニケーション不足から、和気は独断でリゴンドウ戦を回避。和氣が詳しい説明もないままジムと連絡を絶ち音信不通となったことで、リゴンドウ戦は消滅した。その後、リゴンドウ戦のプロモーターである協栄ジムの金平桂一郎会長が動いてOPBF東洋太平洋フェザー級王者である天笠尚がリゴンドウに挑戦することが急遽決まった。
2015年2月27日、後楽園ホールで行われた「金平正紀17回忌追悼記念興行」でOPBF東洋太平洋スーパーバンタム級10位のジミー・パイパと対戦し、初回2分59秒KO勝ちを収め5度目の防衛に成功した。
2015年6月10日、後楽園ホールでIBF世界スーパーバンタム級3位のマイク・タワッチャイとIBF同級挑戦者決定戦を行い、12回3-0（2者が119-108、118-109）の判定勝ちを収め、王者のカール・フランプトンへの挑戦権獲得に成功した。
2016年7月20日、エディオンアリーナ大阪にて井岡一翔vsキービン・ララの前座で、カール・フランプトンの王座返上に伴いIBF世界スーパーバンタム級2位のジョナサン・グスマンとIBF同級王座決定戦を行ったが、2回に2度のダウンを奪われ、その後も3回と5回にダウンを奪われるなど圧倒され、何とか終盤まで粘りを見せたが11回2分16秒、レフェリーが試合を止めてTKO負けが宣せられ、王座獲得に失敗した。
2017年7月19日、約1年ぶりに試合を行い後楽園ホールで元日本スーパーバンタム級暫定王者の瀬藤幹人と対戦し、5回2分31秒TKO勝ちを収めた。
2017年9月13日、大阪府立体育会館でWBA世界バンタム級7位のパノムルンレック・ガイヤーンハーダオジムとスーパーバンタム級8回戦で対戦し、8回2分45秒KO勝ちを収めた。
2018年7月27日、後楽園ホールで日本スーパーバンタム級王者久我勇作に挑戦し、10回35秒TKO勝ちを収め王座獲得に成功した。
2018年11月8日付で日本スーパーバンタム級王座を返上した。
2019年1月19日、後楽園ホールで中嶋孝文と6年8か月ぶりに再戦し、6回2分20秒TKO勝ちを収めた。
2019年10月11日、後楽園ホールでジュンリエル・ラモナルとフェザー級8回戦で対戦。しかし3回にラモナルの左フックでダウン、ラウンド終了間際に再びラモナルの左フックが決まりダウンを喫し、ノーカウントでストップ。3回2分59秒TKO負けを喫した。
2021年11月11日、後楽園ホールで元WBC世界バンタム級暫定王者でWBO世界スーパーバンタム級6位、WBC・IBF世界スーパーバンタム級8位の井上拓真とWBOアジアパシフィックスーパーバンタム級王座決定戦を行い、12回0-3（110-117×3）で判定負けを喫し、王座獲得に失敗した。
2022年10月22日、後楽園ホールで中川麦茶とフェザー級8回戦で対戦し、4回に右肩を痛め、4回29秒でTKO負けを喫した。
2023年9月3日、コンベックス岡山で開催された「3150FIGHT SURVIVAL vol.8」でWBO世界スーパーバンタム級13位のホセ・ベラスケスと対戦し、8回3-0（78-74×3）の判定勝ちを収めた。
2024年8月27日、後楽園ホールでOPBF東洋太平洋スーパーバンタム級王者の中嶋一輝に挑戦し、2回TKO負けを喫し、OPBF王座返り咲きに失敗した。
2024年9月26日付でJBCに引退届を提出し、18年11ヶ月間のプロ生活に終止符を打った。
2025年3月9日、兵庫県西宮市にボクシングジム「Wake Rise BOXING FITNESS」を開業。

## 人物
- 自身のYouTubeチャンネルで、2014年の実現しなかったスコット・クィッグとの試合について、和氣本人は初めての世界挑戦ということもあり気合を入れてやる気満々で会長も一度は了承をして、イギリスのマッチメイカーと試合を行う方向で話を進めていたが、途中で慎重な会長が独断で試合を断り頓挫してしまったと語っている。和氣本人も、突然ニュースで「和氣慎吾、練習中の怪我で世界戦中止」と報じられたのを見て中止になった事を知り大変驚いたという。ギレルモ・リゴンドウとの試合についても、年末にフジテレビで試合が決まっていたところに、以前から対戦したかったリゴンドウとしかも大晦日のメインという話をTBSからもらい、他の色々な事情もあり板挟みになった和氣は自殺を考えたほど悩んだ末に、防衛戦を放送してもらい世話になっていたフジテレビに着いていく判断を下し、TBSのリゴンドウ戦の話をまとめる意向だった会長と連絡を断つ為に一時的に身を隠すことにしたと語っている[29]。
- リーゼントがトレードマークで、ニックネームは「拳闘番長」[5]。憧れの選手は同郷の辰吉丈一郎。

## 戦績
- アマチュア：24戦 15勝 (9KO) 9敗
- プロボクシング：42戦 31勝 (22KO) 9敗 2分

| 戦           | 日付           | 勝敗 | 時間     | 内容    | 対戦相手                             | 国籍           | 備考                                              |
| ------------ | -------------- | ---- | -------- | ------- | ------------------------------------ | -------------- | ------------------------------------------------- |
| 1            | 2006年10月31日 | ☆    | 1R 0:24  | KO      | 佐藤慎之介（石丸）                   | 日本           | プロデビュー戦                                    |
| 2            | 2007年4月18日  | ☆    | 2R 1:17  | KO      | 飯田允胤（イマオカ）                 | 日本           |                                                   |
| 3            | 2007年5月29日  | ☆    | 4R       | 判定3-0 | 小関剣太（上滝）                     | 日本           |                                                   |
| 4            | 2007年8月6日   | ★    | 4R       | 判定0-2 | 久保裕樹（横浜さくら）               | 日本           |                                                   |
| 5            | 2007年12月24日 | △    | 4R       | 判定0-1 | 宮本比火地（角海老宝石）             | 日本           |                                                   |
| 6            | 2008年5月16日  | ★    | 4R       | 判定0-3 | 洞平勝賢（シャイアン山本）           | 日本           |                                                   |
| 7            | 2008年10月9日  | ☆    | 4R       | 判定3-0 | 大石秀人（セレス）                   | 日本           |                                                   |
| 8            | 2009年3月24日  | ☆    | 6R       | 判定3-0 | 阿部博明（P堀口）                    | 日本           |                                                   |
| 9            | 2009年7月31日  | ☆    | 3R 1:45  | TKO     | 太田ユージ（ヨネクラ）               | 日本           |                                                   |
| 10           | 2009年11月7日  | ★    | 8R       | 判定0-3 | 石本康隆（帝拳）                     | 日本           |                                                   |
| 11           | 2010年2月15日  | ☆    | 6R       | 判定3-0 | 石田将大（本多）                     | 日本           |                                                   |
| 12           | 2010年7月26日  | ☆    | 6R       | 判定3-0 | 高橋勇治（横浜光）                   | 日本           |                                                   |
| 13           | 2010年11月15日 | ☆    | 6R 2:01  | TKO     | 岡畑良治（セレス）                   | 日本           |                                                   |
| 14           | 2011年4月7日   | ☆    | 8R 0:57  | TKO     | 岸裕機（野口）                       | 日本           |                                                   |
| 15           | 2011年10月1日  | △    | 5R       | 判定1-1 | コーチ義人（角海老宝石）             | 日本           |                                                   |
| 16           | 2012年5月11日  | ★    | 8R       | 判定0-3 | 中嶋孝文（ドリーム）                 | 日本           |                                                   |
| 17           | 2012年7月11日  | ☆    | 8R       | 判定3-0 | ジョナタン・バァト（カシミ）         | フィリピン     |                                                   |
| 18           | 2012年11月3日  | ☆    | 8R       | 判定3-0 | 山口卓也（レイスポーツ）             | 日本           |                                                   |
| 19           | 2013年3月10日  | ☆    | 10R 終了 | TKO     | 小國以載（VADY）                     | 日本           | OPBF東洋太平洋スーパーバンタム級タイトルマッチ    |
| 20           | 2013年6月10日  | ☆    | 9R 2:24  | TKO     | 菊地永太（真正）                     | 日本           | OPBF防衛1                                         |
| 21           | 2013年10月14日 | ☆    | 3R 2:12  | TKO     | ジュンリエル・ラモナル               | フィリピン     | OPBF防衛2                                         |
| 22           | 2014年2月10日  | ☆    | 2R 1:14  | KO      | ジョビー・カツマタ（勝又）           | フィリピン     | OPBF防衛3                                         |
| 23           | 2014年7月21日  | ☆    | 10R 0:27 | TKO     | 李在成                               | 韓国           | OPBF防衛4                                         |
| 24           | 2015年2月27日  | ☆    | 1R 2:59  | KO      | ジミー・パイパ                       | フィリピン     | OPBF防衛5                                         |
| 25           | 2015年6月10日  | ☆    | 12R      | 判定3-0 | マイク・タワッチャイ                 | タイ           | IBF世界スーパーバンタム級挑戦者決定戦             |
| 26           | 2016年2月17日  | ☆    | 5R 1:25  | KO      | ワルド・サブ                         | インドネシア   |                                                   |
| 27           | 2016年7月20日  | ★    | 11R 2:16 | TKO     | ジョナサン・グスマン                 | ドミニカ共和国 | IBF世界スーパーバンタム級王座決定戦               |
| 28           | 2017年7月19日  | ☆    | 5R 2:31  | TKO     | 瀬藤幹人（協栄）                     | 日本           |                                                   |
| 29           | 2017年9月13日  | ☆    | 8R 2:45  | KO      | パノムルンレック・CPフレッシュマート | タイ           |                                                   |
| 30           | 2017年12月31日 | ☆    | 3R 1:40  | KO      | アドゥンデット・コンウォン           | タイ           |                                                   |
| 31           | 2018年4月17日  | ☆    | 4R 2:50  | TKO     | ローマン・カント                     | フィリピン     |                                                   |
| 32           | 2018年7月27日  | ☆    | 10R 0:36 | TKO     | 久我勇作（ワタナベ）                 | 日本           | 日本スーパーバンタム級タイトルマッチ              |
| 33           | 2019年1月19日  | ☆    | 6R 2:20  | TKO     | 中嶋孝文（T&H）                      | 日本           |                                                   |
| 34           | 2019年10月11日 | ★    | 3R 2:59  | TKO     | ジュンリエル・ラモナル               | フィリピン     |                                                   |
| 35           | 2020年8月22日  | ☆    | 6R 2:44  | KO      | 川島翔平（真正）                     | 日本           |                                                   |
| 36           | 2021年11月11日 | ★    | 12R      | 判定0-3 | 井上拓真（大橋）                     | 日本           | WBOアジアパシフィックスーパーバンタム級王座決定戦 |
| 37           | 2022年6月23日  | ☆    | 7R 2:56  | TKO     | 水谷直人（KG大和）                   | 日本           |                                                   |
| 38           | 2022年10月22日 | ★    | 4R 0:29  | TKO     | 中川麦茶（一力）                     | 日本           |                                                   |
| 39           | 2023年7月20日  | ☆    | 2R 2:16  | KO      | キアッティサク・サウィサップ         | タイ           |                                                   |
| 40           | 2023年9月3日   | ☆    | 8R       | 判定3-0 | ホセ・ベラスケス                     | チリ           |                                                   |
| 41           | 2024年5月14日  | ☆    | 2R 0:53  | TKO     | プラティップ・チンラム               | タイ           |                                                   |
| 42           | 2024年8月27日  | ★    | 2R 2:11  | KO      | 中嶋一輝（大橋）                     | 日本           | OPBF東洋太平洋スーパーバンタム級タイトルマッチ    |
| テンプレート |                |      |          |         |                                      |                |                                                   |

## 獲得タイトル
- 第41代OPBF東洋太平洋スーパーバンタム級王座（防衛5=返上）
- 第41代日本スーパーバンタム級王座（防衛0=返上）